# Fiat 126 BIS
Fiat 126 BIS var en variant af mikrobilen Fiat 126. Udefra adskilte modellen sig fra de andre 126-versioner gennem en større bagrude og bagklappen hvori den var monteret, hhv. de manglende udluftningsslidser bagpå. Desuden adskilte instrumentbrættet sig fra de fleste andre modeller af Fiat 126. I modsætning til første serie af Fiat 126 og nogle eksemplarer af anden serie har Fiat 126 BIS hverken kromkofangere eller metalhjulkapsler, men i stedet plasticdele.

## Byggeår
Fiat 126 BIS blev bygget i årene 1987 til 1991 − altså kun få år. Den blev bygget på licens af det polske FSM.

## Tekniske ændringer
I modsætning til tidligere modeller af Fiat 126 havde modellen for første gang vandkølet motor. På grund af det ændrede motorkoncept fik Fiat 126 for første gang et rigtigt bagagerum bagi.
Hjulene, både sommer- og vinterhjul, var begrænset til størrelse 135/70 R13. Til den hidtidige Fiat 126 var denne dimension et alternativ til den på R12 baserede standarddimension.
Som den første Fiat 126 havde denne model tandstangsstyring. Denne styring var mere direkte end den hidtidige og bidrog til kørekomforten.

## Tekniske specifikationer
Ligesom forgængeren var Fiat 126 BIS en firepersoners hatchback. Disse fire personer skulle dog ikke være for store. Modellen har ikke ret meget at gøre med den nuværende definition af en firepersoners bil.
Topfarten lå på 116 km/t. Den var dermed lidt højere end på de tidligere modeller − også på grund af den ændrede dækdimension.
Fiat 126 BIS var baghjulstrukket. Det garanterede køreglæde og var typisk for alle Fiat 126 og Fiat Nuova 500.
Bremsesystemet var 2-kreds med tromlebremser på begge aksler. Dermed adskilte for- og bagbremserne sig kun i hjulbremsecylinderens bremsekraft. Belægningerne var identiske på begge aksler. Det er principielt muligt at bygge om til skivebremser, men det kan dog kun betale sig ved brug af ikke-standardmonterede motorer med højere effekt.
Gennemsnitsforbruget lå ved bykørsel på 5,8 og ved konstant 90 km/t på 4,4 liter pr. 100 km. Begge opgivelser var realistiske, men kunne dog variere afhængigt af årstid, udetemperatur og motortilstand.
Højden var 1343 mm, bredden 1377 mm og længden 3107 mm. Sporvidden foran var 1142 mm og bagtil 1203 mm. Med de små mål var det let at finde en parkeringsplads. På grund af den lave akselafstand og sporvidde var bilen meget let at håndtere. Vendekredsen var opgivet til 8 m.
Den køreklare egenvægt lå på 620 kg, og den maksimalt tilladte totalvægt på 965 kg. Den er sammensat af egenvægten, fire personer og 65 kg bagage.
Fiat 126 BIS var udstyret med delvist synkroniseret firetrinsgearkasse; 1. gear og bakgearet var usynkroniserede. Gearkassen i Fiat 126 BIS var højere gearet end på tidligere versioner af Fiat 126 og Nuova 500. Bakgearet var ligetandet og 1.-4. gear skråtandede.
Det forreste hjulophæng var baseret på en på akslen tværliggende bladfjeder, som forbandt begge forhjulene.

## Motoren
Motoren havde 26 hk, to cylindre og et slagvolume på 704 cm³. Den var vandkølet og blev i sin oprindelige form benyttet i Fiat Nuova 500 Giardiniera. Den maksimale effekt blev afgivet ved 4500 omdr./min., og det højeste drejningsmoment på 47 Nm ved 2000 omdr./min.
Der var tale om en Twin-motor med liggende cylindre (topstykke på højre side). Begge cylindre tændtes samtidig. Den ene cylinder befandt sig på tændingstidspunktet kort før arbejdstakten, den anden kort før indsugningstakten. Dette betød, at det ene tændrør antændte benzin/luftblandingen, mens det andet antændte den som elektrolyt fungerende udstødningsgas. Denne tænding blev realiseret af en dobbelt tændspole med kun én tændingskontakt. Dermed var der ikke brug for nogen strømfordeler. Tændingskontakten var indstillet til 10° før øverste dødpunkt. Også på dette område adskilte Fiat 126 BIS sig fra de øvrige versioner af Fiat 126.

## Øgenavne
Fiat 126 BIS havde flere forskellige øgenavne, som f.eks. elefantrulleskøjte, vandbøffel, vandpanser, vandkoger, Maluch samt overtændt tændrør.
De fleste af øgenavnene drejede sig om vandkølingen.